# Amsterdam RAI vasútállomás
Amsterdam RAI vasútállomás vasútállomás Hollandiában, Amszterdam városában.

## Vasútvonalak
Az állomást az alábbi vasútvonalak érintik:
- Weesp–Leiden-vasútvonal
- Utrechtboog
- 50-es metróvonal
- 51-es villamosvonal
- 51-es metró

## Kapcsolódó állomások
A vasútállomáshoz az alábbi állomások vannak a legközelebb:
- Amsterdam Zuid (Isolatorweg, Leiden Centraal vasútállomás, Weesp–Leiden-vasútvonal, 51-es villamosvonal)
- Duivendrecht (Weesp vasútállomás, Weesp–Leiden-vasútvonal)
- Amsterdam Bijlmer ArenA (Amsterdam Bijlmer ArenA, Utrechtboog)
- Overamstel (Gein, 50-es metróvonal)
- Overamstel (Metrostation Centraal Station, 51-es metró)
- Zuid (Isolatorweg, 50-es metróvonal, 51-es metró)